# Francesca Bonnemaison i Farriols
Francesca Bonnemaison (Barcelona, 12 d'abril de 1872 - 13 d'octubre de 1949) fou una pedagoga, escriptora i promotora de l'educació femenina popular catalana.
Va ser la mecenes i creadora de la Biblioteca Popular de la Dona el 1909, al barri de Sant Pere de Barcelona, que seria el nucli del que després es coneixeria com a l'Institut de Cultura i Biblioteca Popular de la Dona, col·loquialment la Cultura.

## Biografia
Filla de Gil Bonnemaison, nascut a Sant Pere dels Forcats, Catalunya Nord, i Agustina Farriols i Ràfols, filla d'uns propietaris d'un dels negocis més pròspers de la ciutat, una botiga de roba situada a la rambla de Catalunya. Va tenir una forta educació religiosa i aprengué idiomes, dibuix, pintura i música.
El 29 d'octubre de 1893 es va casar amb Narcís Verdaguer i Callís, fet que la va portar a conèixer Francesc Cambó amb qui mantingué una profunda amistat i relació epistolar al llarg de tota la vida.
Entre 1894 i 1898 el matrimoni va publicar a La Veu de Catalunya —setmanari catalanista que havia fundat Narcís— sota el pseudònim Franar (Fra de Francesca i Nar de Narcís), un centenar llarg de versions de rondalles, llegendes i contes populars de procedència diversa.
L'any 1909 el rector de la parròquia de Santa Anna, Ildefons Gatell, li va proposar dirigir la biblioteca parroquial de caràcter caritatiu anomenada Obra de Buenas Lecturas, fent a més a més un donatiu de 100 llibres i 500 pessetes per tal de posar-la en funcionament. La biblioteca es va inaugurar el 28 de març de 1909 i a la propaganda s'emfatitzava molt especialment que es tractava d'una biblioteca «d'entrada lliure per a totes les dones», deixant ben clar que estava pensada per al públic femení, independentment de la seva condició social.
En un primer moment, la biblioteca tenia un horari molt reduït, només diumenges i festius dues hores i mitja, havent de pagar les sòcies una quota de 0,10 pessetes al mes o 1 pesseta a l'any. Així doncs, a la sortida de missa, dones de diferents condicions socials es trobaven en aquest espai únic, lliures de la supervisió dels seus marits i conversaven entre elles. Aviat aquesta biblioteca va tenir un èxit sense precedents i la Francesca va decidir transformar-la en l'Institut de Cultura i Biblioteca Popular de la Dona enfocada en l'educació i la promoció de la dona des del catalanisme i el catolicisme social. Aquesta nova biblioteca, que es va traslladar de la parròquia de Santa Anna al carrer Elisabets, 12, va destacar des dels seus inicis pel seu dinamisme, sent la primera d'Europa d'aquestes característiques. De fet, es va avançar vint anys a la fundació de la Fawcett Library (1926) de Londres i la Biblioteque Marguerite Durand (1931) de París.
El fons de la biblioteca no va parar de créixer gràcies a les donacions, subvencions i ajudes comptant, l'any 1911, amb 5.000 volums. Al mateix temps que augmentava el nombre de volums i de sòcies, va anar creixent l'oferta del centre on dones de tota condició social podien llegir novel·les, assajos o llibres especialitzats, estudiar de la mà dels millors experts, assistir a conferències o fins i tot aprendre idiomes o matèries tècniques i científiques. I tot això de franc i en un moment en què les dones encara no tenien un accés fàcil a la universitat. La institució va arribar a tenir bar i restaurant, permetent a les dones gaudir d'una llibertat absolutament insòlita a l'època.
El 1918 va morir el seu marit i decidí dedicar-se, en cos i ànima, al seu projecte. El 1922, el president de la Mancomunitat de Catalunya, Josep Puig i Cadafalch, va inaugurar, amb una cerimònia solemne, el nou edifici de l'Institut, situat al carrer de Sant Pere Més Baix, en una antiga casa senyorial que pertanyia a la família Bielsa (vegeu casa Cordelles). La Francesca no es va aturar aquí i va adquirir uns terrenys a Badalona, vora el mar, per tal que les dones poguessin dur a terme classes de natació, incorporant així l'esport a les seves vides. A més a més, l'Institut disposava d'una borsa de treball que incloïa moltes empreses i de mitjana aconseguia col·locar unes 1600 noies cada any. Per tal de fer difusió de la Institució, Bonnemaison es va encarregar que dues revistes, Claror i Vida Social Femenina, i un programa de ràdio quinzenal emès per Ràdio Associació de Catalunya, expliquessin i comentessin les diferents activitats que aquesta duia a terme.
Amb la proclamació de la República s'implicà en la vida política participant en les campanyes a favor del vot femení (1931), fent-se càrrec de l'organització femenina de la Lliga Regionalista (1932) a petició del seu amic Francesc Cambó i sent una de les primeres dones que es presentà com a candidata en unes eleccions, les municipals de 1934, malgrat que no va sortir elegida. Entre maig de 1935 i juny de 1936 tirà endavant la revista Claror, portaveu del reformisme feminista propugnat per l'Institut de Cultura i Biblioteca Popular de la Dona, on firmaven dones de gran prestigi com Rosa Sensat, Lola Anglada, Aurora Bertrana o la mateixa Francesca Bonnemaison. Abans de la Guerra Civil el fons de l'Institut estava format per 23000 volums i per les seves aules havien passat alumnes tan destacades com Concha Espina, Maria Domènech de Cañellas o Maria Montessori. El curs 1934/35 tenia més de 6200 alumnes.
A l'esclat de la Guerra Civil es refugià a Territret, a Montreux, Suïssa, prop del seu fillol Cambó, a qui feia de secretària, on va restar durant tot el conflicte, i no retornà a Barcelona fins al 1941. Des d'aleshores i fins a la seva mort es desvinculà de l'Institut de Cultura i Biblioteca Popular de la Dona, que fou cedit a la Diputació de Barcelona en absència seva i transformat en un centre de la Falange Española rebatejat aleshores com Institución de Cultura para la Mujer de la Sección Femenina de FET y de las JONS, i centrà les seves activitats en la participació en esdeveniments culturals i religiosos de caràcter catalanista i aliens al nou règim franquista.

## Fons personal
El fons Narcís Verdaguer Callís - Francesca Bonnemaison es conserva a l'Arxiu Nacional de Catalunya. Inicialment es conservà al domicili particular dels productors fins a l'esclat de la guerra civil, en què fou salvat del saqueig per diversos membres de la família i finalment rescatat per Ramon Rucabado i Comerma, marit de Clara Verdaguer, neboda del productor. Les germanes Roser, Montserrat i Mariàngela Rucabado i Verdaguer, hereves i propietàries del llegat dels seus pares Ramon Rucabado i Clara Verdaguer, van conservar la documentació fins al seu ingrés a l'ANC.
Dins el material de Narcís Verdaguer i Callís s'inclou documentació personal i familiar; obra creativa (destaca especialment la documentació relacionada amb la traducció al català de l'obra de Dante, La Divina Comèdia); correspondència amb nombroses personalitats de l'àmbit polític i cultural del moment; documentació de projecció social i política relacionada amb el Centre Escolar Catalanista, la Lliga de Catalunya, la Diputació Provincial de Barcelona, l'Ajuntament de Barcelona, el Foment del Treball Nacional i altres entitats, que inclou manifestos, discursos, projectes, correspondència, etc.
Dins el material de Francesca Bonnemaison s'inclou documentació acadèmica i altra documentació personal; obra creativa (poemes); biblioteca i hemeroteca que aplega un conjunt de monografies i publicacions periòdiques de temàtica cultural general; escrits sobre la productora. Però en aquest apartat destaca especialment la documentació generada i rebuda per l'Institut de Cultura i Biblioteca Popular de la Dona que inclou estatuts, memòries, actes de juntes i consells, programes i publicacions diverses.

## Llegat
Francesca Bonnemaison va ser votada en un procés participatiu realitzat el març del 2010 a Palafrugell de dones que mereixen un carrer. Actualment hi ha un centre cultural amb el seu nom, així com una biblioteca de la Diputació de Barcelona.